# Table 19
Pour plus de détails, voir Fiche technique et Distribution.
Table 19 est un film de comédie américain écrit et réalisé par Jeffrey Blitz (en), sorti en 2017.

## Synopsis
Eloise est une demoiselle d'honneur qui, lors d'un mariage, est abandonnée au dernier moment par son compagnon. Elle décide quand même de participer à la cérémonie et s'installe à la table — portant le chiffre 19 — de cinq marginaux, mis à l'écart des autres invités et avec qui elle fait connaissance.

## Fiche technique
- Titre original et français : Table 19
- Réalisation et scénario : Jeffrey Blitz (en)
- Photographie : Ben Richardson
- Montage : Yana Gorskaya
- Musique : John Swihart
- Producteur : Shawn Levy, Tom McNulty et Mark Roberts
- Sociétés de production : 3311 Productions et 21 Laps Entertainment
- Sociétés de distribution : Fox Searchlight Pictures
- Pays d'origine :  États-Unis
- Langue originale : anglais
- Format : Couleur
- Genre : Comédie
- Durée : 87 minutes
- Dates de sortie : 
  - États-Unis : 3 mars 2017
  - France : 15 août 2017 (VOD)

## Distribution
- Anna Kendrick (VF : Karine Foviau) : Eloise McGarry
- Craig Robinson (VF : Pascal Vilmen) : Jerry Kepp
- June Squibb (VF : Cathy Cerdà) : Jo Flanagan
- Lisa Kudrow (VF : Michèle Lituac) : Bina Kepp
- Stephen Merchant (VF : William Coryn) : Walter Thimble
- Tony Revolori (VF : Oscar Douieb) : Renzo Eckberg
- Wyatt Russell : Teddy
- Amanda Crew (VF : Bénédicte Bosc) : Nicole
- Andy Stahl : Henry Grotsky
- Maria Thayer : Kate Millner
- Andy Daly : Luke Pfaffler
- Thomas Cocquerel (VF : François Santucci) : Huck
- Margo Martindale : Freda Eckberg
- Becky Ann Baker (VF : Béatrice Michel) : Carol Millner
- Rya Meyers : Francie Millner
- Charles Green : Mr. Manny
- Richard Haylor : Roger Millner
- Carlos Aviles : Jalapeño